# Djurgårdens IF Fotboll 1921
Djurgårdens IF Fotboll, spelade i Svensk serien 1921. Man blev 7:a i serien. Man åkte ut i kvartsfinalen mot Örgryte IS med 2-0 inför 5348 åskådare.